# Museu do Futebol Sul-Americano
Museu do Futebol é um museu temático dedicado ao futebol. Também é conhecido como Museo del Fútbol Sudamericano, ou simplesmente Museu da Conmebol. Ele está localizado em Luque, na região metropolitana de Assunção, no Paraguai, ao lado do Aeroporto Internacional Silvio Pettirossi. O local foi construído pela Conmebol, sendo inaugurado em 31 de janeiro de 2009.

## História
O complexo foi inaugurado em 31 de janeiro de 2009, pelo presidente da FIFA, Joseh Blatter, João Havelange, brasileiro ex-presidente da entidade, e pelo presidente da Confederação Sul-Americana de Futebol (Conmebol), o paraguaio Nicolás Leoz. A ocasião também contou com presenças ilustres do esporte no continente latino, como o pentacampeão do mundo Cafú, e Edson Arantes do Nascimento, ou simplesmente, o Pelé.
No dia da inauguração também foi entregue uma réplica da taça da Copa do Mundo, que é guardada até hoje no museu, sendo uma de suas principais exposições.
Depois de ser inaugurado, o museu fez parte de uma pequena controvérsia, pois apenas grupos pequenos e com visita pré-agendada podiam fazer o tour pelo local. Com isso, esse tornou um espaço quase fantasma. Segundo pessoas do museu, essa situação aconteceu porque a Conmebol estava aguardando a finalização do hotel que fica no mesmo complexo para liberar a entrada ao público em geral.

## Acervo
O Museu se tornou um passeio muito chamativo para os turistas, principalmente para os amantes do futebol. Por levar a chancela da Conmebol, o local explora muito os times com tradição do continente sul-americano. Além disso, há muitas referências também às competições realizadas pela entidade, que são: Copa Libertadores da América, Copa Sul-Americana e a Recopa Sul-Americana. As vitrines onde os troféus estão expostos também contam com os nomes dos clubes vinculados aos seus devidos campeonatos.
Também há áreas destinadas para as seleções do continente, levando as réplicas de todas as taças das edições da Copa América – principal torneio de países da América do Sul. Assim como é nessa parte que fica guardada as réplicas das Copas do Mundo conquistadas por Uruguai, Argentina e Brasil (1930, 1950, 1958, 1962, 1970, 1978, 1986, 1994 e 2002).
O local ainda conta um setor de “Irmãos americanos”, onde traz a história de grandes nomes do futebol sul-americano, em países como Argentina, Brasil, Uruguai, Paraguai, Chile, Colômbia, Equador, Venezuela e Peru.  Os visitantes também podem assistir um filme feito em 360º sobre as origens do futebol e como foi dada a sua evolução no continente. Cada setor conta com painéis dinâmicos contendo textos, fotos e gráficos, vinculados a terminais de multimídia, onde o público pode acessar entrevistas exclusivas e especiais da instituição.

## Estrutura
O museu é parte de um prédio de 9.450 metros quadrados, que  conta com o moderno hotel Bourbon Assunção, um dos mais luxuosos do Paraguai, ao seu lado. Além disso, a sede da Confederação Sul-Americana também está do outro lado da rua em relação ao museu. Todo esse complexo fica sobre uma extensão de 40 hectares, nas imediações do Aeroporto Internacional de Luque, também conhecido como Silvio Pettirossi.
O Museu do Futebol Sul-Americano é visitado diariamente por cidadãos do mundo inteiro, oferecendo quase 1700 peças expostas, como camisas utilizadas em jogos, troféus, fotografias. Esse completo acervo mostra praticamente toda a história do futebol continental, já que até mesmo clubes menores, como o Grêmio Maringá, têm espaço. Junto com os objetos esportivos, os visitantes podem participar de espaços interativos e deixar mensagens para outras pessoas em um livro encontrado no final do percurso do museu. Também há um palco, cujo tamanho é de 1.500 metros quadrados para novas mostras.
O Brasil ocupa uma parte significativa da exposição. O país conta com uma das maiores partes do museu, onde diversas personalidades importantes do futebol brasileiro são homenageadas, caso de Ronaldo Fenômeno, Romário, Garrincha e até mesmo o ex-árbitro Arnaldo César Coelho tem seu espaço. Além do Brasil, os outros nove países que têm associações afiliadas à Conmebol (Peru, Argentina, Chile, Bolívia, Colômbia, Equador, Paraguai, Uruguai e Venezuela) e seus respectivos clubes também possuem seus próprios espaços de exposição. Lendas desses outros lugares também são homenageadas, como Messi, Maradona, Valdemarra, entre outros.